# Hasanbeyler
Hasanbeyler ist ein Dorf im Landkreis Buldan der türkischen Provinz Denizli. Hasanbeyler liegt etwa 62 km nordwestlich der Provinzhauptstadt Denizli und 22 km nordwestlich von Buldan. Hasanbeyler hatte laut der letzten Volkszählung 517 Einwohner (Stand Ende Dezember 2010).